# توماس براين
توماس براين هو كاتب يوميات وقانوني وسياسي نرويجي، ولد في 29 مارس 1782 في كونغسبرغ في النرويج، وتوفي في 16 سبتمبر 1827 في لارفيك في النرويج. نشط حزبياً في Union Party ‏.

## مناصب
- انتخب عضو برلمان النرويج  [لغات أخرى]‏ عن دائرة  خلال فترته النيابية ‏ (1827 – 1829).
- انتخب نائب عضو برلمان النرويج  [لغات أخرى]‏ عن دائرة  خلال فترته النيابية ‏ (1824 – 1826).
- انتخب نائب عضو برلمان النرويج  [لغات أخرى]‏ عن دائرة  خلال فترته النيابية ‏ (1821 – 1823).
- انتخب عضو برلمان النرويج  [لغات أخرى]‏ عن دائرة  خلال فترته النيابية ‏ (1815 – 1817).
- انتخب member of the Norwegian Constitutional Assembly  [لغات أخرى]‏ عن دائرة  (10 أبريل 1814 – 20 مايو 1814).
- انتخب عضو برلمان النرويج  [لغات أخرى]‏ عن دائرة  خلال فترته النيابية ‏ (8 أكتوبر 1814 – 26 نوفمبر 1814).